# 多度津運転区
多度津運転区（たどつうんてんく）は、香川県仲多度郡多度津町栄町の多度津駅構内にある四国旅客鉄道（JR四国）の運転士が所属する組織である。
| スタブアイコン | サブスタブ | この項目は、まだ閲覧者の調べものの参照としては役立たない、鉄道に関連した書きかけの項目です。この項目を加筆・訂正などしてくださる協力者を求めています（P:鉄道/PJ:鉄道）。 |